# Kajetan Kovič
Kajetan Kovič (Maribor, 1931. október 21. – Ljubljana, 2014. november 7.) szlovén költő, író, műfordító, esszéista, kritikus.

## Életútja
A Ljubljanai Tudományegyetem bölcsészettudományi karán végezte felsőfokú tanulmányait. A Državna založba Slovenije nevű fővárosi kiadóvállalat főszerkesztőjeként tevékenykedett.

## Munkássága
Irodalmi pályája viszonylag későn indult, első verseskötete 1961-ben jelent meg. Elsősorban költészete jelentős, a szlovén expresszionista líra képviselője. Elvont szóképekből építkező költészetét intellektuális megközelítésmód jellemzi. Verseiben az élet harmóniájának és disszonanciájának kettőssége, e kettő végpont közötti küzdelem jelenik meg, emellett természetközeli őserőről valló költeményei is jelentősek.
Az 1960-as évek közepétől egyre gyakrabban jelentkezett nagyprózai művekkel és gyermekmesékkel is. A magyar olvasóközönség előtt inkább prózaíróként ismert, 2010-ig négy regénye jelent meg magyarul. Versei jobbára gyűjteményes kötetekben, antológiákban jelentek meg, de Lator László tolmácsolásában válogatott versei is megjelentek magyarul.
Műfordítóként elsősorban Rilke, Trakl, Paszternak és Éluard műveit ültette át szlovénra, de nagyszámú Petőfi-, Ady-, Radnóti- és Weöres-fordítása is megjelent.

## Főbb művei
- Korenine vetra, versek, 1961 (’A szél gyökerei’)
- Improvizacije, versek, 1963 (’Improvizációk’)
- Franca izpod klanca, gyermekversek, 1963 (’Franca a hegy lejtőjén’)
- Ogenj-voda, versek, 1965 (’Tűz-víz’)
- Prezgodnji dan, versek, 1965 (’Túl korai nap’)
- Neg bog ne žival, regény, 1965 (Sem isten, sem állat, 1972, ford. Tóth Ferenc)
- Tekma, regény, 1965 (Verseny, avagy Hogyan töltötte Nikolaj építészmérnök a hétvégét, 1975, ford. Gállos Orsolya)
- Moj prijatelj Piki Jakob, mesék, 1972 (’Barátom, Piki Jakob’)
- Pot v Trento, regény, 1994 (Utazás Trentóba, 1998, ford. Körtvélyessy Klára)
- Profesor domišljije, regény, 1996 (Képzelet tanár úr, 2006, ford. Gállos Orsolya)
- Kajetan Kovič versei, ford. Lator László, 1979

## Magyarul
- Sem isten, sem állat; ford. Tóth Ferenc; Európa, Bp., 1972
- Verseny, avagy Hogyan töltötte Nikolaj építészmérnök a hétvégét; ford. Gállos Orsolya; Európa, Bp., 1975 (Modern könyvtár)
- Kajetan Kovič versei; vál., ford., utószó Lator László; Európa, Bp., 1979 (Új Pegazus)
- Utazás Trentóba. Jelenetek Franc M. egyszerű életéből; ford. Körtvélyessy Klára; Európa, Bp., 1998
- Bodzaórák; ford. Baka István et al.; Jelenkor, Pécs, 2002
- Képzelet tanár úr. Ljubljanai történet; ford. Gállos Orsolya; Alexandra, Pécs, 2006 (Szignatúra könyvek)